# Agrammia
Agrammia és un gènere d'arnes de la família Crambidae.

## Taxonomia
- Agrammia iridalis Guenée, 1854
- Agrammia matronalis Guenée, 1854